# 盛胤法親王
盛胤法親王（1651年10月6日—1680年7月21日），俗名常尹，幼名英宮，是江戶時代前期皇族及僧人。父母是後水尾天皇和四辻繼子；同時是天台宗天台座主和三千院宮門跡，院號正法院。

## 履歷
明曆三年（1657年）八月隨慈胤法親王入室梶井門跡（三千院），萬治三年（1660年）七月二十一親王宣下，賜御名常尹，同年八月二十七出家，法號盛胤，並在寬文三年（1663年）灌頂。
其後，他於寬文十三年（1673年）四月到延寶五年（1677年）八月兩度擔任十月天台座主，並在寬文十三年十一月敘二品法親王。他在延寶八年（1680年）去世，葬在魚山。
| 宗教頭銜          | 宗教頭銜                                                                          | 宗教頭銜          |
| ----------------- | --------------------------------------------------------------------------------- | ----------------- |
| 前任： 慈胤法親王 | 三千院門跡 第45世                                                                 | 繼任： 清宮       |
| 前任： 尊證法親王 | 天台座主 第183世 1673年5月26日－1676年3月18日 第186世 1677年6月7日－1679年12月4日 | 繼任： 堯恕法親王 |
| 前任： 尊證法親王 | 天台座主 第183世 1673年5月26日－1676年3月18日 第186世 1677年6月7日－1679年12月4日 | 繼任： 堯恕法親王 |